# Накидка для подушек

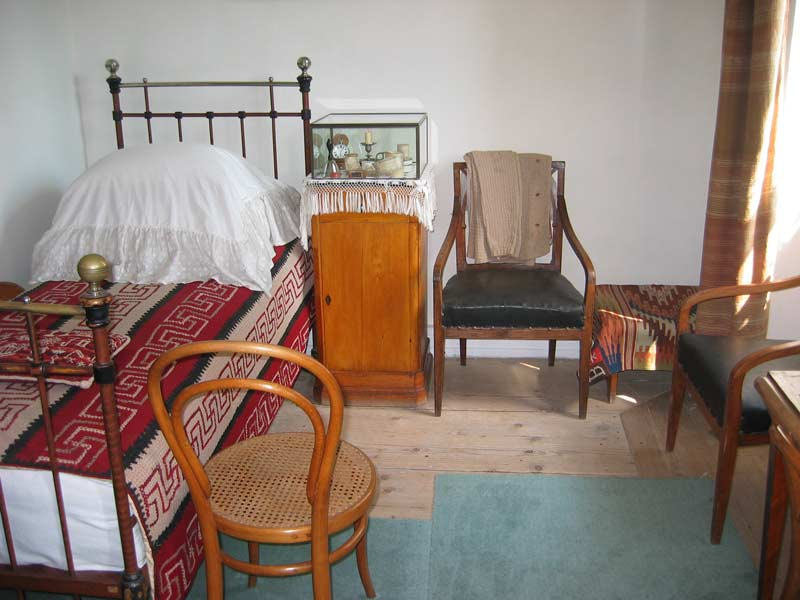
Белая накидка с тюлевой оборкой на подушках в спальне Л. Н. Толстого в Ясной Поляне

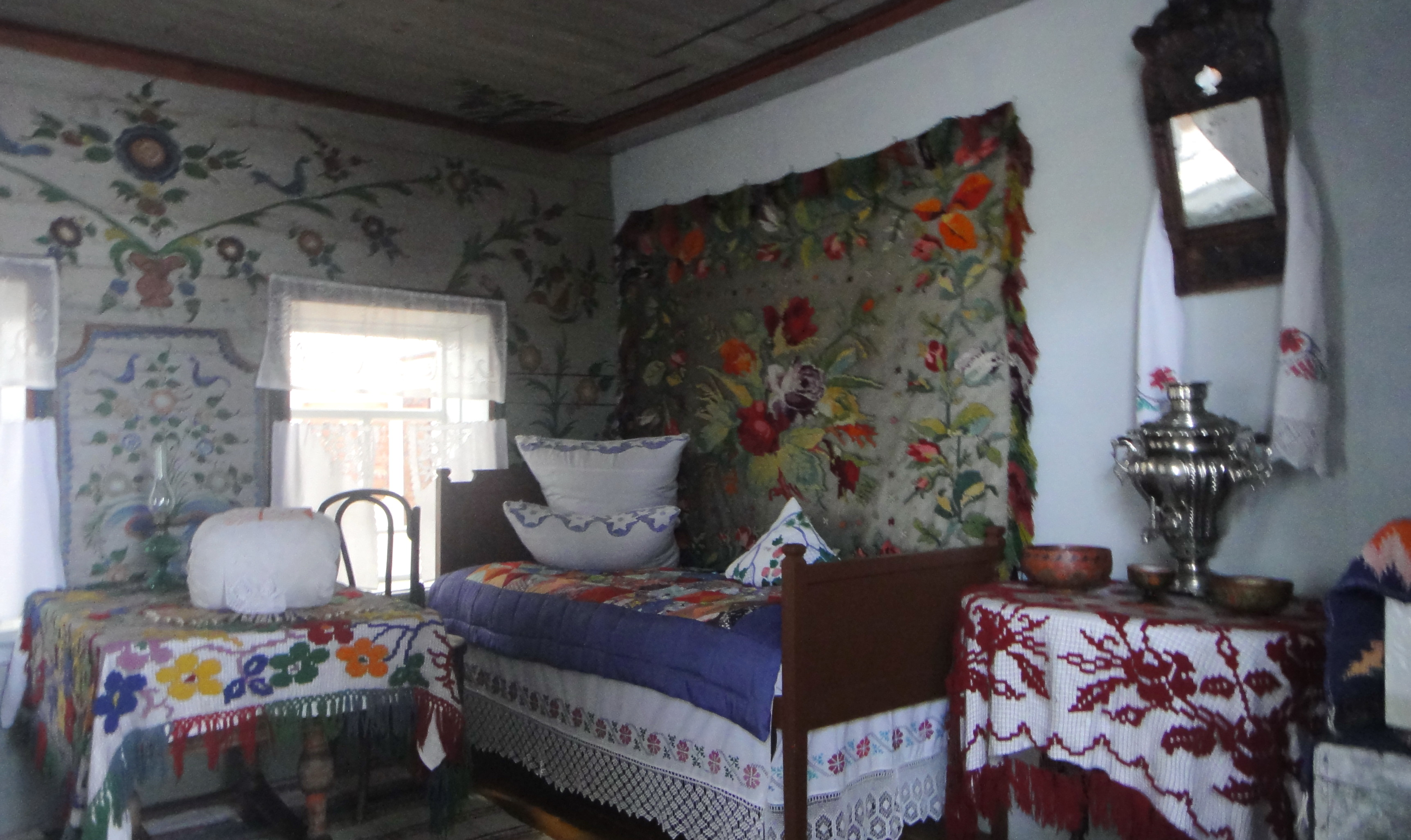
Взбитые подушки на кровати с подзором в крестьянской избе

Накидка для подушек — традиционное русское дневное покрывало для подушек. На день сама кровать застилалась покрывалом, на котором в изголовье укладывались друг на друга пышно взбитые подушки с вытянутыми уголками. На них сверху в целях защиты от пыли накидывалось обычно светлое полотно квадратной формы с длиной стороны 70—115 см, выполненное из тканей, тюля и кружев и украшенное оборкой или бахромой. Для рельефности узора под белые ажурные накидки дополнительно подкладывались цветные однотонные чехлы. Некоторые старинные накидки на подушки, украшенные вологодскими и елецкими кружевами, белой метёрской гладью и мережкой являются произведениями прикладного искусства.
В СССР тканевые накидки на подушки изготовлялись из отбеленных хлопчатобумажных и льняных тканей (шифона, нансука, батиста) и цветных шёлковых тканей светлых нежных тонов (репса, туали, крепдешина) с украшениями вышивкой, прошвами, воланами, фестонами и бахромой. Тюлевые накидки для подушек выполнялись обычно из белого гладкого или гардинного тюля. Кружевные накидки производились вручную. Накидки для подушек поступали в продажу штучным товаром или в комплекте с покрывалом.